# Shōwa Shell Sekiyu
Shōwa Shell Sekiyu K.K. (jap. 昭和シェル石油株式会社, Shōwa Sheru Sekiyu Kabushiki-gaisha; engl. Showa Shell Sekiyu K.K.) ist ein japanisches Petrochemie-Unternehmen mit Sitz in Tokio.
Showa Shell geht auf die 1942 gegründete Shōwa Sekiyu K.K. (engl. Showa Oil Co., Ltd.) und die 1900 von Samuel Samuel aus der Shell-Gründerfamilie gegründete Rising Sun Sekiyu K.K.  (in zeitgenössischer Schrift ライジングサン石油株式會社, Raijingu San Sekiyu K.K., engl. Rising Sun Petroleum Co. Ltd.) zurück. 1948 wurde die Rising Sun Seikyu in Shell Sekiyu K.K. umbenannt. Ab 1951 kooperierten die beiden Unternehmen, 1985 folgte die endgültige Fusion.
2006 gründete Showa Shell den CIGS-Solarzellhersteller Solar Frontier. Mitte 2016 eröffnete dieser ein neues Werk in der Präfektur Miyagi.
2015 legte Showa Shell seinen LPG-Import mit dem von Cosmo Oil, Sumitomo Corporation und TonenGeneral in der Gyxis Corporation zusammen.

## Raffinerien
- Keihin-Raffinerie von Tōa Sekiyu K.K. (東亜石油, engl. Toa Oil Co., Ltd.)[5] in Bezirk Kawasaki, Kawasaki, Kanagawa (70.000 BBL)
- Raffinerie Yokkaichi von Shōwa Yokkaichi Sekiyu K.K. (昭和四日市石油, engl. Showa Yokkaichi Sekiyu Co., Ltd.)[6] in Yokkaichi, Mie (255.000 BBL)
- Raffinerie Yamaguchi von Seibu Seikyu K.K. (西部石油, engl. Seibu Oil Co., Ltd.)[7] in San’yō-Onoda, Yamaguchi (120.000 BBL)[8][9][10]